# 백귀야행 (만화)
《백귀야행》(일본어: 百鬼夜行抄, ひゃっきやこうしょう)은 〈네무키〉(아사히 소노라마)에 연재중인 이마 이치코의 만화 및 tv 드라마.
1995년 〈네무키 vol.23〉(아사히 소노라마)에서 연재개시. 2009년 기준으로, 단행본 18권, 문고판 11권이 발행되었다. 또한 2005년
〈헤세이 17년도 (제 9회)문화청미디어 예술상 〉만화부문 심사위원 추천작품으로 선정되어, 2006년〈헤세이 18년도 (제 10회)문화청미디어 예술상 〉을 수상하였다.
대한민국에서는 시공사에서 번역 발간중이다.

## 개요
- 기본적으로 1화 완결인 스토리.
- 장르는 호러이지만, 복선이 많고 미스터리한 요소도 포함하고 있다.
- 원래는 《쇼지오토시의 손님》라는 짧은 단행본으로 발표된 작품으로, 그 이전에도 설정등을 약간 달리해 《수호신》이란 단편으로 동인지에 발표한 적이 있다.

## 줄거리
신비한 힘을 가지고 있던 환타지 소설가 이이지마 료. 그의 손자인 이이지마 리츠와 사촌누나인 이이지마 츠카사, 히로세 아키라는 할아버지에게서 그 힘을 물려받아 직접 요괴를 부리고 만날 수 있다. 그리고 어떤 사건으로 인해 목숨을 잃은 리츠의 아버지 타카히로의 몸을 빌린 요마 아오아라시, 정원의 벚나무에 살며 술을 좋아하는 요괴 오지로, 오구로와 살면서 보통 사람들의 눈에는 비치지 않는 요괴나 요마들과 벌어지는 일들을 그리고 있다.
일반적인 요괴물이나 정령물의 정석이라 할 수 있는 권선징악적인 퇴치나 여운보다는, 평범한 생활에 존재하지 않는 환상적인 세계나 이야기를 그려내는 것을 중점으로 한 작품이다.

## 등장인물

### 이이지마 가(본가)
이이지마 리츠
본작의 주인공. 료의 손자. 어릴적부터 조부에게 물려받은 강한 영감을 지녔으며, 조부인 료의 명령으로 초등학교에 들어갈 때까지 마의 기운을 피하기 위해 여자 모습을 하고 지냈다. 연재 초기에는 16세의 고교생이었으나 작품내 시간이 진행됨에 따라 현재는 사촌누나인 아키라와 같은 대학에 다니고 있으며, 사회학을 전공하고 있다. 영감 덕분에 요마나 정령등과 의사소통을 할 수 있으나 그것을 퇴치하거나 조종하는 술법은 가지고 있지 않으며 그들에게 휘둘리는 날들을 보내고 있다. 또한 어린 시절에는 기묘한 힘을 가졌기 때문에 사람들이 꺼려했으며, 그 때문인지 지금도 성품은 부드럽지만 좀처럼 쉽게 타인에게 마음을 열지 않으며 친구도 많지 않다. 실은 겁이 많고 인간 유령이나 자연령을 두려워한다. 사촌누나인 츠카사에게는 가족의 정이라고도, 연애감정이라고도 하기 힘든 복잡한 감정을 갖고 있으며, 그러한 감정을 제하더라도 츠카사와는 깊은 인연을 자각하고 있다.
이이지마 료/ 이이지마 가규
리츠의 조부. 기묘환상을 소재로 하는 소설가로 펜네임은 가규. 리츠가 5살 때(6살일 때라는 서술도 있음) 죽었다. 양친이 일찍 타계하여 숙부가 키웠으나, 숙부 부부와 그 아들(료의 사촌형)도 료가 젊은 시절 일찍 죽는 등, 불행한 인생을 살아왔다. 미오라는 누나가 한명 있다. 어린 시절부터 강한 영감을 가졌으며, 주위에 재앙을 초래하는 그 힘을 컨트롤 하기 위해 독학으로 술법을 수양하기도 하고, 아오아라시 등을 사역하거나 요마들을의 집회에 참가하는 등 요마들과 많은 교류를 가졌다. 하지만 그의 노력에도 불구하고 주위 사람들이 희생되는 일이 일어나는 등, 그러한 일이 손자 리츠에게까지 이어졌다.
펜네임인 가규는 고다 로한의 자택 이름인 〈가규암〉에서 유래하였다. 또한 이이지마 가의 집은 〈가규암〉을 모델로 하여 지어졌다.
이이지마 야에코
료의 아내이자 리츠, 츠카사, 아키라, 우시오의 할머니. 료와는 반대로 영감은 전혀없다. 한때는 고향의 유서있는 가문인 키요미즈 가에 더부살이 하는 하녀였으며, 그 시절에 료와 만났다. 하지만 그 둘이 부부의 인연을 맺기까지는 많은 우여곡절이 있었으며, 스피드광으로 매우 거칠게 운전한다.
이이지마 타카히로
리츠의 아버지로 데릴사위로 이이지마 가에 들어왔다. 원래 성은 미카미. 리츠가 4살 때(5살 때라는 서술도 있음) 심근경색으로 사망. 하지만 실은 료가 펼친 술법이 실패하여 식신에게 죽은 것이다. 료의 명령으로 아오아라시가 몸에 들어가 표면적으로는 되살아 난 것으로 되어 있으며 주변 사람들은 쓰러졌을 때 뇌에 대미지를 받아 기억을 잃고, 성격이 바뀐 것으로 알고 있다.
이이지마 키누
리츠의 어머니로 이이지마 가의 셋째 딸. 아오아라시가 들어간 뒤 남편인 타카히로가 사회생활을 하지 못하기 때문에 어머니인 야에코와 함께 자택에서 다도교실이나 기모노 교실을 열어 생계를 유지하고 있으며, 그 때문에 대부분 기모노를 입고 지낸다. 리츠나 츠카사 정도는 아니지만 부친인 료에게 물려받아 영감을 가지고 있으며, 요마는 보이지 않지만 통찰력이 뛰어나 그녀의 힌트로 이야기가 진행되는 경우도 있다. 본인은 전혀 자각하고 있지 못하는 모습이지만, 사실은 모르는 척 하고 있는 것일지도 모른다는 묘사도 있다.

### 사촌형제
이이지마 츠카사 
리츠의 사촌누나로 리츠에게는 친누나와 같은 존재. 리츠보다 3살 연상으로 현재 대학생. 7살때 요마에게 잡혀 19살때까지 12년에 걸쳐 그 폐해에 괴로워 했다. 요마를 볼수는 있지만 리츠만큼 명확하게 보이는 것은 아니며 자각하지 못하는 경우도 많다. 그러나 리츠와는 달리 유령에 빙의되기 쉬운 체질이다. 미인이라 연애사건에 쉽게 말려들기도 한다. 오지로와 오구로에게서는 공주로 추앙받으며, 때때로 술 상대를 해주기도 한다. 리츠의 어머니와 할머니는 리츠의 아내감으로 생각하고 있지만, 츠카사의 아버지인 사토루는 반대하고 있다. 본인은 리츠를 동생 이상으로 생각하지 않으며, 연애감정은 갖고 있지 않은 모양이다. 오히려 리츠의 아버지인 타카히로같은 연상이 취향이라는 생각을 한 적도 있다. 같은 대학의 후배와 사귀고 있다.
히로세 아키라
리츠보다 7살 연상인 사촌누나. 25살 때 처음으로 등장하였다. 대학 졸업후 취직하였으나, 리츠와 같은 케메이 대학에 돌아와 민속학을 전공으로 대학원에 다니고 있다. 리츠와 츠카사 두 사람에 비해 사교적인 성격으로 교우관계도 넓다. 이이지마 가문의 피를 이어받았기 때문에 영감이 강하고, 타 대학의 민속학 전공 조교에게서 “케메이 대학의 무녀”라는 별명을 얻었다. 원조사에서 수양하던 이시다 사부로와 교제 하였으나 아무런 말없이 어디론가 떠나버린 후에도 그를 잊지 못하고 찾았었다. 미부로에 대한 자신의 감정을 정리한 뒤, 야시로 쥰에게 마음이 있는 듯 보이지만 점술사와는 결혼 할 수 없다고 말하고 있다.
히로세 우시오
리츠의 사촌형제로 아키라의 동생. 처음 등장했을 때에는 공학부에 다니는 대학생이었으나 지금은 생명보험 회사에 취직하였다. 어느 정도 영감은 있지만 누나만큼은 아니며, 아키라 왈 "영감따윈 눈꼽만큼도 없다"고 평할 정도로 섬세함이 결여된 발언을 하는 경우도 종종 있다.

### 숙부·숙모
이이지마 사토루
이이지마 료의 장남이자 츠카사의 부친. 일반적인 가지관을 가지고 있으며, 아버지에게 물려받은 영감때문에 보이는 것들을 의도적으로 피하려고 한다. 그런 연유로 장남이지만 집을 물려받지 않고 출가하였다. 지금도 본가를 〈유령저택〉이라며 굉장히 싫어하고, 어머니와 동생이 츠카사와 리츠의 결혼을 부추기는 것에 대해 딸을 유령저택에 시집보낼 수 없다며 반대하고 있다.
히로세 아야
이이지마 료의 장녀이자 아키라와 우시오의 모친. 다른 형제만큼 본가를 기피하는 것은 아니지만 역시 꺼려하고 있다.
이이지마 코우
이이지마 료의 차남. 아오아라시가 들러붙어 있는 타카히로를 피하고 있으며 아내가 이이지마 가를 두려워해, 본가에는 그다지 접근하려 하지 않는다.
이이지마 타마키
이이지마 료의 차녀. 부친이 자신을 싫어했다고 생각하며, 부친에게 물려받은 영감때문에 보이는 것을 믿으려고 하지 않는다. 아버지와 대립하다 집을 떠난 카이에게 큰 연민을 느끼고 있으며 사회복귀를 위해 돌봐주고 있다. 현재 독신.
이이지마 카이
이이지마 료의 삼남으로 현재 나이는 40대이지만 정신연령은 20세. 료의 자식들 중에서 이계에 대한 관심이 가장 높고, 그 힘을 이용하고 싶어 했다. 20세쯤, 영감의 사용방법에 대해 료와 대립한 뒤 아버지와 의절하고 집을 나갔다. 그 뒤 여행 중 실종되어 26년간 행방불명이 되었으나 실은 어느 전통의식에 개입하였다가 오랫동안 이계에 잡혀 있었다. 리츠의 도움으로 탈출에 성공한 뒤 아버지와의 절연을 이유로 본가에 돌아오지 않고 타마키의 맨션에 얹혀 살면서 부동산에서 일하고 있다. 형식은 부동산 잡무 담당이지만 요괴나 마물이 붙어 처리 곤란한 집들을 살피며 퇴치하는 심령술사와 비슷한 일을 하고 있다. 리츠와 마찬가지로 강력한 영감을 가지고 있으며 리츠와는 달리 식신을 부릴 수 있다. 영감을 높이려는 점에서는 야심이 크고 적극적이다. 필요에 따라서는 리츠의 상담상대가 되어 주면서도 반드시 리츠의 편을 들어주는 것은 아니며 리츠를 이용하려 하기도 하고 리츠의 식신, 아오아라시를 탐내고 있다.
이이지마 키요시
이이지마 료의 4남. 4살 때(5살때라는 서술도 있음), 강에 빠져 익사했다.

### 그 외 사람들
원조사 주지승
어떤 사건으로 인해 리츠와 알계된 절의 주지승으로, 리츠에게는 협조적이다. 절에서 심령상담을 받고 있다. 얼핏 보기엔 사기꾼 같이 보이지만 어느 정도 술법을 깨우쳤으며 법력도 있다. 하지만 야무지지 못한 구석도 있다.
야시로 쥰
점술가. 오래된 점술가 집안의 일원으로 유명한 점술가였던 숙모 옆에서 일하다 숙모가 고향으로 돌아간 뒤 독립하였다. 영감을 직업으로 사용하고 있기 때문에 고액의 보수가 아니면 능력을 발휘하지 않지만 이것은 사적인 일이나 감정으로 영감을 사용해서는 안 된다는 사고방식이 확고하기 때문이기도 하다. 거래처에서 리츠·카이 및 이이지마 가문의 사람들고 종종 만나기도 한다. 아키라에게 마음이 있으며 아키라도 싫지는 않은 모양.

### 요괴·인간 이외의 것들
아오아라시
리츠의 부친, 타카히로의 몸에 살고 있는 용의 모습을 한 식신. 본체는 용이지만 사람의 모습도 가지고 있다. 료에게 이름과 형체를 받아 식신이 되었으며 현재는 료의 명령에 의해 리츠의 생명을 지키고 있다. 대식가로 요괴뿐만 아니라 인간의 음식도 잘 먹는다. 하지만 인간의 몸을 빌리지 않으면 사람의 음식을 먹을 수 없고 좀처럼 배가 차지 않는다. 따라서 틈만 나면 요력이 강한 요괴들을 잡아먹으려 하며, 계약에 묶여 인간은 잡아먹을 수 없기 때문에 인간은 덮치지 않는다. 리츠가 위험해지면 일단 충고는 해주지만 리츠의 목숨이 위험해 지지 않는 한 자주적으로 지키려고 하지 않고, 리츠의 목숨과 관계없는 부탁은 들어주지 않는다.
오지로·오쿠로
리츠의 식신이자 종. 예전에는 리츠의 이웃집인 하세가와 댁의 삼나무에 오지로가, 아키야마 댁의 삼나무에 오구로가 각각 살고 있었으나 어떤 사건을 계기로 자주적으로 리츠를 주인으로 섬기며 이이지마 가의 벚나무에 살게 된 새 요괴들. 자주 행동을 함께 하지만 사이는 좋지 않다. 두마리 다 낮에는 영력이 낮아져 평범한 새 모습을 하고 있지만, 밤이 되면 카라스텐구처럼 야마부시 옷차림의 새가 된다. 오지로는 기모노 차림의 소녀, 오지로는 유가타 차림의 남자 모습으로 변할 수 있지만, 그 차림은 에도 시대 복장이기 때문에 리츠가 데려갈 때는 주로 오구로를 데려간다. 사랑스럽지만 요괴의 가치관을 가지고 있고 특별한 관계가 아니면 인간을 죽이는 것도 주저하지 않는다. 리츠를 〈도련님〉, 츠카사를 〈공주님〉이라 부르며 따르고 있다. 특히 츠카사가 오는 날에는 술상을 준비하고 춤을 추는 등, 특별 대우 하고 있다. 작가가 기르고 있는 문조를 모티브로 삼았다.
아카마/키쵸
인간보다 훨씬 오래 장수하고 있는 요괴. 외견은 빨간 머리(혹은 갈색 머리)의 청년. 후두부에는 머리에 숨겨진 눈동자가 몇 개 있다.〈아카마〉라는 이름은 인간으로 변했을 때 가끔 대는 이름이고, 〈키쵸〉는 료가ㅏ 빨간 머리카락을 꽈리에 빗대어 지은 이름이며, 본명은 알 수 없다. 어떤 일을 계기로 리츠의 곁을 맴돌며 그의 주변에 있는 사람들에게 많은 재앙을 준다. 하지만 본인은 친구와 놀려는 심보이며, 리츠에게 료의 죽음을 들었을 때에는 쓸쓸함을 나타내는 발언도 하였다. 료의 봉인에 의해 오랜시간 단지에 갇혀 있었다. 츠카사와 만났을 때 호되게 당했기 때문에(본인은 의도하고 한 행동은 아니었으나) 츠카사가 오면 자리를 피한다.
아자키 모녀
리츠의 모친이 운영하고 있는 다도회 교실에 다니는 여우요괴. 보기에는 미인 자매이지만 실제로는 모녀사이. 스토리 중간 중간 등장한다.
이시다 사부로
식신이었던 형을 공양하기 위해 만든 정원상자에 갖힌 목공. 실제로 살아있을 때에는 아득히 먼 옛날이었지만, 수명이 남은 채 정원상자에 갖혔기 때문인지 현대에서도 존재한다. 아오아라시가 쓴 〈돌〉자가 지워지지 않아 반다나를 쓰고 있다. 현대에 살게 되면서 원조사의 주지승이 〈이시다 사부로〉란 이름을 지어줘 정원수로 지내며 절에서 살았다. 아키라와 사랑에 빠진 뒤 정원상자가 운명을 다해 소실될 뻔 하였으나 닭으로 영혼을 옮겨 이이지마 본가 정원에서 살고 있다. 아키라는 아직 그 사실을 모르고 있다.
야토
인간의 정기를 흡수하여 사는 요괴. 평소에는 사람의 모습을 하고 있지만 본래 모습은 뱀. 오랜 세월 혼자 살았기 때문에 쓸쓸함에 자신의 왼손을 분리하여 이야기 상대로 삼고 있지만, 이 왼손은 멋대로 문제를 일으켜 리츠가 휘말리는 일도 있다. 하지만 키쵸와는 달리 야토가 의도한 일은 아니다.
아카
오지로가 탈것으로 이용하고 있는 고양이. 오지로가 돌봐주고는 있지만 이이지마 가의 애완 고양이처럼 되어 있다. 때때로 낮에 영력이 낮아져 있을 때 오지로를 먹기도 한다.

## 드라마 CD

### 캐스팅
- 이이지마 리츠: 이시다 아키라
- 이이지마 츠카사: 토마 유미
- 이이지마 타카히로/ 아오아라시: 이노우에 카즈히코
- 오지로: 노다 쥰코
- 오구로: 후지와라 미츠루
- 아카마: 마츠다 요지
- 이이지마 가규: 이이즈카 쇼조
- 이이지마 야에코: 우에무라 노리코
- 이이지마 키누: 가와나미 요코

### CD
- 제 1권 〈얼어붙는 그림자가 꿈꾸는 것〉프론티어 웍스, 2002년 7월 발매
- 제 2권 〈어둠속에서 부르는 소리〉프론티어 웍스, 2003년 4월 발매
- 제 3권 〈불로의 단지〉프론티어 웍스, 2003년 8월 발매
- 제 4권 〈답례〉프론티어 웍스, 2006년 6월 발매
- 제 5권 〈여름의 손거울〉프론티어 웍스, 2006년 7월 발매

## 서적
- 백귀야행 1 ISBN 89-7259-905-0
- 백귀야행 2 ISBN 89-7259-906-9
- 백귀야행 3 ISBN 89-7259-907-7
- 백귀야행 4 ISBN 89-527-0078-3
- 백귀야행 5 ISBN 89-527-0293-X
- 백귀야행 6 ISBN 89-527-0651-X
- 백귀야행 7 ISBN 89-527-1091-6
- 백귀야행 8 ISBN 89-527-1865-8
- 백귀야행 9 ISBN 89-527-2507-7
- 백귀야행 10 ISBN 89-527-2800-9
- 백귀야행 11 ISBN 89-527-3532-3
- 백귀야행 12 ISBN 89-527-4253-2
- 백귀야행 13 ISBN 89-527-4428-4
- 백귀야행 14 ISBN 89-527-4636-8
- 백귀야행 15 ISBN 978-89-527-4899-7
- 백귀야행 16 ISBN 978-89-527-5090-7
- 백귀야행 17 ISBN 978-89-527-5403-5
- 백귀야행 18 ISBN 978-89-527-5616-9

## TV 드라마
2007년 2월 3일부터 2007년 3월 31일까지 닛폰 TV에서 방송되었다. 총 9화. DVD판에는 미방영 오리지널 스토리가 3회 추가되어 발매되었다.

### 캐스팅
- 이이지마 리츠: 호소다 요시히코

어린시절의 이이지마 리츠: 스가 사쿠라
- 이이지마 츠카사: 사카이 아야나

어린시절의 이이지마 츠카사: 미야나가 사아야
- 이이지마 타카히로/ 아오아라시: 와타나베 잇케이
- 이이지마 료(가규): 야마다 메이쿄

젊은시절의 이이지마 료: 무카이 오사무
- 이이지마 야에코: 이치게 요시에
- 이이지마 키누: 이시노 요코
- 아카마: 아마노 코세이
- 오지로: 와타나베 미치코
- 오구로: 유자와 코이치로
- 아라가와 기누요: 쿠보 유키

### 게스트
- 아리자와 사토코: 미야타 사나에

### 스탭
- 원작: 이마 이치코
- 각본: 카네코 지로, 후쿠다 타쿠로
- 연출: 이시카와 쥰이치, 우에다 야스시, 오야마다 마사카즈, 호시다 요시코
- 프로듀서: 우에다 히로유키, 차노마에 카오리, 소네 가즈코, 이구치 요시카즈, 나가이 레이코
- 기획제작: 닛폰 TV
- 제작협력: 베인스
- 제작저작: D.N 드림 파트너즈, VAP, OLM.Inc

### 음악
- 음악:모리 히데하루
- 주제가: Fonogenico 〈소원〉